# Amore Bekker
Pour les articles homonymes, voir Bekker.
Amore Bekker, née le 11 février 1965 à Burgersdorp (en) en Afrique du Sud, est une personnalité de la radio sud-africaine, auteur, cérémoniaire et chroniqueuse. Elle a animé Tjailatyd, une émission de radio en afrikaans, diffusée par Radio Sonder Grense, le service de radio en afrikaans de la SABC. En tant qu'auteur, Amore Bekker a publié son premier livre de cuisine (Tjailaresepte), en juin 2010. Depuis juillet 2010, elle écrit également une chronique pour le magazine féminin en langue afrikaans Finesse.